# Глимбоката-Дял
Глимбоката-Дял (рум. Glâmbocata-Deal) — село у повіті Арджеш в Румунії. Входить до складу комуни Леордень.
Село розташоване на відстані 82 км на північний захід від Бухареста, 25 км на схід від Пітешть, 119 км на північний схід від Крайови, 102 км на південь від Брашова.

## Населення
За даними перепису населення 2002 року у селі проживали 542 особи, усі — румуни. Усі жителі села рідною мовою назвали румунську.